# Lauritz Schebye Vedel Simonsen
Lauritz Schebye Vedel Simonsen (20 de desembre del 1780 - 12 de juliol del 1858) va ser un historiador danès precursor de la moderna arqueologia.
Va néixer a l'illa de Fiònia. Membre de la Comissió d'antiguitats de Dinamarca el 1813 ja va incloure en un llibre de text la periodització de la prehistòria en tres edats: Pedra, Bronze i Ferro tot i que encara no n'hi havia cap prova.
De tota manera va establir que no s'havien de considerar com a límits fixos, ja que en l'edat de ferro o bronze les comunitat més pobres o menys evolucionades seguirien utilitzant instruments de pedra, tal com es creu actualment.